# Pasques
Pasques település Franciaországban, Côte-d’Or megyében. Lakosainak száma 287 fő (2022. január 1.). Pasques Val-Suzon, Lantenay, Ancey, Prenois, Saint-Martin-du-Mont és Panges községekkel határos.

## Népesség
A település népességének változása:
| Lakosok száma | 113  | 209  | 285  | 288  | 302  | 296  | 289  | 285  | 282  | 287  |
|               | 1968 | 1982 | 1990 | 2006 | 2013 | 2015 | 2017 | 2019 | 2020 | 2022 |